# Рудолф фон Ешвеге
Лейтенант Рудолф фон Ешвеге (на немски: Rudolf von Eschwege), наричан от българите Балканският Рихтхофен и Беломорският орел, е немски военен пилот, ас от Първата световна война. Сражава се на Македонския фронт и записва 20 потвърдени и 6 непотвърдени победи.

## Биография
Рудолф фон Ешвеге е роден на 25 февруари 1895 година в Бад Хомбург, тогава в Германската империя, днес във Федерална република Германия. Отрано остава сирак, след което завършва образование във Фрайбург и се записва във военно училище. В началото на Първата световна война е кавалерист в 3-ти егерски кавалерийски полк и се сражава на Западния фронт. Участва в битката при Мюлхаузен през август 1914 година и при река Изер в Белгия през октомври. След три месеца е прехвърлен към военновъздушните сили на Германия, между февруари — юли 1915 година се обучава, след което е зачислен към разузнавателната ескадрила Flieger-Abteilung 36 (FA 36). От юли 1916 година до есента на същата година е боен ескорт на разузнавателни самолети, след което е повишен в офицерски чин и е изпратен на Македонския фронт край Драма, където е зачислен към разузнавателна ескадрила FA 66. На целия фронт Централните сили разполагат с три въздушни разузнавателни части, но Ешвеге е единственият немски боен пилот на Македонския фронт. Почти еднолично отговаря за охраната на позициите на Десета пехотна беломорска дивизия - фронт дълъг 120 km. В противовес военновъздушните сили на Антантата разполагат с близо 200 самолета на Македонския фронт, въпреки това Рудолф фон Ешвеге записва редица въздушни победи. В началото на 1917 година е прехвърлен в новата военна част FA 30.
| Въздушни победи на Рудолф фон Ешвеге | Въздушни победи на Рудолф фон Ешвеге | Въздушни победи на Рудолф фон Ешвеге | Въздушни победи на Рудолф фон Ешвеге      |
| Поредна победа                       | Дата                                 | Противников самолет                  | Място                                     |
| ------------------------------------ | ------------------------------------ | ------------------------------------ | ----------------------------------------- |
| незачетена                           | 25 октомври 1916                     | Nieuport 17                          | Драма                                     |
| 1                                    | 19 ноември 1916                      | Nieuport 12 (3979)                   | Драма                                     |
| 2                                    | 27 декември 1916                     | Farman (F3131)                       | Над летището в Драма                      |
| 3                                    | 9 януари 1917                        | Farman                               | край Драма                                |
| 4                                    | 18 февруари 1917                     | B.E.12                               | Драма                                     |
| незачетена                           | 19 февруари 1917                     | Nieuport 12                          | Драма                                     |
| незачетена                           | 8 март 1917                          | Nieuport 12                          | Тахино езеро                              |
| 5                                    | 22 март 1917                         | Nieuport 12 (N3182)                  | Доксат                                    |
| 6                                    | 30 март 1917                         | Sopwith 1½ Strutter (N5223)          | Ксанти                                    |
| 7                                    | 10 май 1917                          | B.E.12                               | западно от Тахино езеро                   |
| 8                                    | 12 май 1917                          | B.E.12                               | Тахино езеро                              |
| 9                                    | 20 май 1917                          | Farman                               | Югоизточно от Кавала, в морето край Тасос |
| 10                                   | 5 юни 1917                           | Farman                               | В морето край Kojunnakla (Коюнкьой ?)     |
| 11                                   | 11 юни 1917                          | B.E.                                 | село Тахино                               |
| 12                                   | 12 юни 1917                          | Sopwith 1½ Strutter                  | делтата на Места                          |
| 13                                   | 9 август 1917                        | B.E.12                               | край Ивирон, Атон                         |
| незачетена                           | 9 август 1917                        | B.E. (FTL)                           | британската бойна линия                   |
| 14                                   | 20 август 1917                       | Sopwith Camel                        | Тасос, край Тасли                         |
| 15                                   | 12 септември 1917                    | Sopwith 1½ Strutter                  | устието на Струма                         |
| 16                                   | 3 октомври 1917                      | B.E.                                 | западно от Сармусакли                     |
| незачетена                           | 23 октомври 1917                     | EA                                   | Kopiva (Коприва ?)                        |
| 17                                   | 28 октомври                          | балон                                | Kopiva (Коприва ?)                        |
| незачетена                           | 9 ноември 1917                       | балон                                | Kopiva (Коприва ?)                        |
| 18                                   | 15 ноември 1917                      | балон                                | край Орляк                                |
| 19                                   | 19 ноември 1917                      | Sopwith 1½ Strutter                  | Календра, западно от Сяр                  |
| 20                                   | 21 ноември 1917                      | балон                                | Орляк                                     |

През лятото на 1917 година, заедно с лейтенант Кьониг като наблюдател, успяват да подпалят британското летище на остров Тасос.
Рудолф фон Ешвеге загива на 21 ноември 1917 година край Орляк, когато сваля разузнавателен балон примамка. Балонът е натоварен с 350 кг взрив и е детониран от земята при прелетяването на самолета на Ешвеге край падащия балон. Британските военни погребват Ешвеге с пълни военни почести, след което пускат над българо-германското летище личните му вещи, снимки от погребението му и писмо. След това германски самолет пуска над британското летище германско знаме и венец, които са поставени от британците на гроба на Ешвеге. От името на Десета беломорска дивизия в Драма е поставен паметник в негова чест.
Ешвеге е отличен с Орден на „Церингския лъв“ на 20 юни 1915 година. На 4 април 1917 година получава български орден „За храброст“ IV степен, скоро след това и I степен на същия орден. На 8 юли 1917 година е награден с пруския Рицарски кръст на военния орден на „Св. Хенрих“, както и Железен кръст. Предложен е за най-голямото германско военно отличие „Pour le Mérite“, но преждевременната му смърт осуетява награждаването, тъй като ордена не се дава посмъртно.